# Perle (Album)
Perle (italienisch für „Perlen“) ist das 13. Studioalbum der italienischen Rocksängerin und Songwriterin Gianna Nannini. Es erschien am 30. Januar 2004 bei dem Plattenlabel Polydor.

## Hintergrund
Am 30. Januar 2004 brachte Gianna Nannini ihr 13. Studioalbum Perle heraus. Das aus dreizehn Titeln bestehende Studioalbum enthält mit Ausnahme des Titels Amandoti bereits von Nannini in der Vergangenheit veröffentlichte Titel, die sie erneut in einer klassischen Version aufnahm.
Das Frontcover zeigt Nanninis Gesicht stilisiert vor einem rot-weißen Hintergrund.

## Titelliste
| Nr. | Titel                                    | Autor(en)                                                                     | Produzent(en)                                              | Länge |
| --- | ---------------------------------------- | ----------------------------------------------------------------------------- | ---------------------------------------------------------- | ----- |
| 1.  | Notti senza cuore (Erstversion 1998)     | Gianna Nannini                                                                | Gianna Nannini, Christian Lohr                             | 4:15  |
| 2.  | Ragazzo dell'Europa (Erstversion 1982)   | Gianna Nannini                                                                | Gianna Nannini, Conny Plank                                | 4:27  |
| 3.  | Contaminata (Erstversion 1996)           | Gianna Nannini, Mauro Malavasi, M. Redeghieri                                 | Gianna Nannini                                             | 4:49  |
| 4.  | Amandoti (Erstveröffentlichung)          | Giovanni Lindo Ferretti, Massimo Zamboni                                      | Gianna Nannini, Christian Lohr                             | 4:06  |
| 5.  | Profumo (Erstversion 1986)               | Gianna Nannini, Fabio Pianigiani                                              | Gianna Nannini, Conny Plank                                | 3:35  |
| 6.  | I maschi (Erstversion 1987)              | Gianna Nannini, Fabio Pianigiani                                              | Gianna Nannini, Armand Volker                              | 4:40  |
| 7.  | Aria (Erstversion 2002)                  | Gianna Nannini, Francesco Sartori, Isabella Santacroce                        | Gianna Nannini, Armand Volker, Andy Wright, Christian Lohr | 3:49  |
| 8.  | Una luce (Erstversion 1990)              | Gianna Nannini                                                                | Gianna Nannini, Christian Lohr                             | 3:18  |
| 9.  | California (Erstversion 1979)            | Gianna Nannini                                                                | Michelangelo Romano                                        | 2:44  |
| 10. | Latin Lover (Erstversion 1982)           | Gianna Nannini, Mauro Paoluzzi                                                | Gianna Nannini, Conny Plank                                | 4:07  |
| 11. | Meravigliosa creatura (Erstversion 1995) | Gianna Nannini, Mara Redeghieri                                               | Gianna Nannini, Dave Allen                                 | 3:08  |
| 12. | Amore cannibale (Erstversion 2002)       | Gianna Nannini, R. Gulisano, T. Marletta, Isabella Santacroce, Davide Oliveri | Gianna Nannini, Christian Lohr                             | 5:47  |
| 13. | Oh marinaio (Erstversion 1993)           | Gianna Nannini                                                                | Gianna Nannini, Christian Lohr                             | 3:49  |

## Kritik
Für Giuliano Benassi, Musikkritiker von laut.de, war das Album Perle „Altes Material in Klassik-Aufmachung“ und urteilte: „[...]Trotz kämpferischer Worte zeugt die Tracklist von Reaktion in der Revolution.“

## Chartplatzierungen
| ChartsChartplatzierungen | Höchstplatzierung | Wochen |
| ------------------------ | ----------------- | ------ |
| Deutschland (GfK)        | 56 (7 Wo.)        | 7      |
| Schweiz (IFPI)           | 22 (15 Wo.)       | 15     |
| Italien (FIMI)           | 4 (106 Wo.)       | 106    |